# プロクレアホールディングス
株式会社プロクレアホールディングス（英語名称：Procrea Holdings, Inc.）は、青森県青森市に本社機能と登記上の本店を置く、金融持株会社。

## 概要
青森銀行とみちのく銀行が2022年に経営統合したことで発足した金融持株会社。青森県青森市勝田一丁目の青森みちのく勝田ビル（青森みちのく銀行青森中央営業部、旧みちのく銀行本店）に商業登記上の本店を置いているが、主な本社機能は同市内橋本一丁目の青森みちのく銀行本店（旧青森銀行本店）に置かれている。

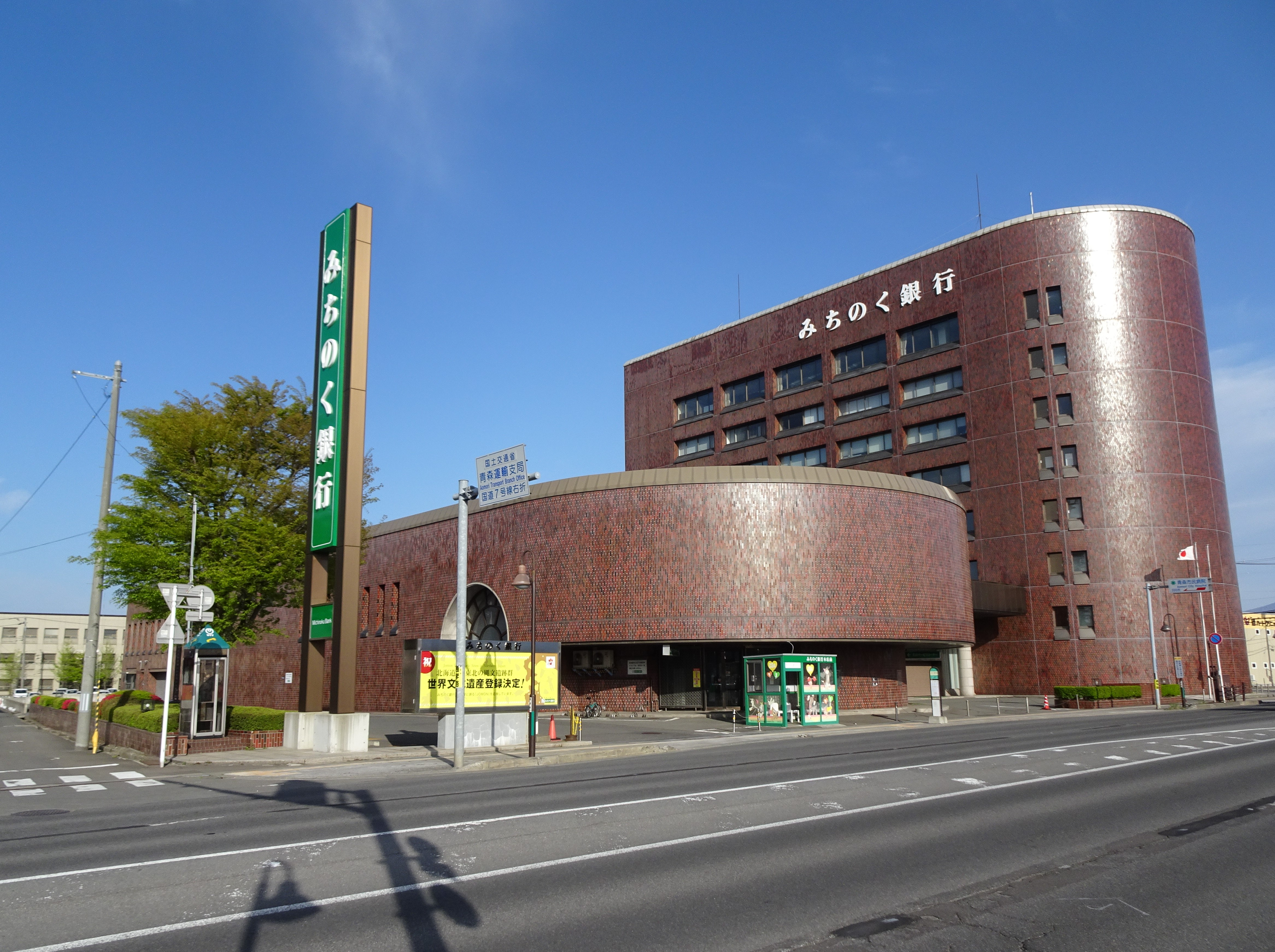
登記上の本店がある、青森みちのく勝田ビル（写真は、旧みちのく銀行本店時代のもの）

## 沿革
※会社の設立に至る経緯の詳細はみちのく銀行#青森銀行との経営統合を参照願いたい。
- 2021年（令和3年）
  - 5月14日 - 青森銀行とみちのく銀行が、2022年4月を目途に経営統合することで基本合意[2][3]。
  - 11月12日 - 青森銀行とみちのく銀行が、経営統合に関する最終契約を締結[4][5]。
- 2022年（令和4年）
  - 3月23日 - 経営統合に係る認可等の取得を完了。本経営統合は、地域特例法に基づき私的独占の禁止及び公正取引の確保に関する法律（独占禁止法）の適用を受けないことが確定[6][7]。
  - 4月1日 - 共同株式移転方式で持株会社「プロクレアホールディングス」を設立。同日、東京証券取引所市場第一部（同年4月4日から東証プライム）に株式を上場[1]。
- 2023年（令和5年）
  - 9月22日 - 傘下の銀行事業の合併を見据えて、2009年に注入された公的資金を完済[8]。
- 2024年（令和6年）
  - 9月27日 - 銀行事業の合併契約を締結[9]。
  - 12月20日 - 傘下銀行2行の合併が金融庁より認可[10][11]。
- 2025年（令和7年）
  - 1月1日 - 傘下の銀行2行を合併し、「青森みちのく銀行」[注釈 1]を設立[12]。

## ブランディング
社名の「プロクレア」はラテン語のProvocatio（挑戦)とCreare（創造）を合わせた造語で、「地域の可能性に挑戦し、未来を創るという使命と、プロフェッショナルとしてお客さまとともに前進するという姿勢」が込められている。
ロゴマークは、「未来を切り拓く右肩上がりの矢印をモチーフに、『挑戦と創造』を掲げるプロクレアの頭文字『P』のフォルムをかけ合わせたデザイン」を表している。
また、コーポレートカラーはキーカラーの「プロクレアネイビー」とアクセントカラーの「プロクレアオレンジ」で、プロクレアネイビーは「最良のパートナーとして地域に寄り添い続ける想いや覚悟を」を、プロクレアオレンジは「エネルギー感溢れる色味として、地域を照らす太陽と、豊かな未来へ導く光」をイメージしている。

## グループ企業
- 株式会社青森みちのく銀行
  - あおぎんカードサービス株式会社
  - あおぎんリース株式会社
  - あおぎん信用保証株式会社
  - 青銀甲田株式会社
  - みちのく信用保証株式会社
  - みちのくカード株式会社
  - みちのくリース株式会社
  - みちのく債権回収株式会社
- あおもり創生パートナーズ株式会社